# Fârdea, Timiș
Fârdea (maghiară Ferde) este satul de reședință al comunei cu același nume din județul Timiș, Banat, România. Se află în partea de est a județului,.

## Legături externe

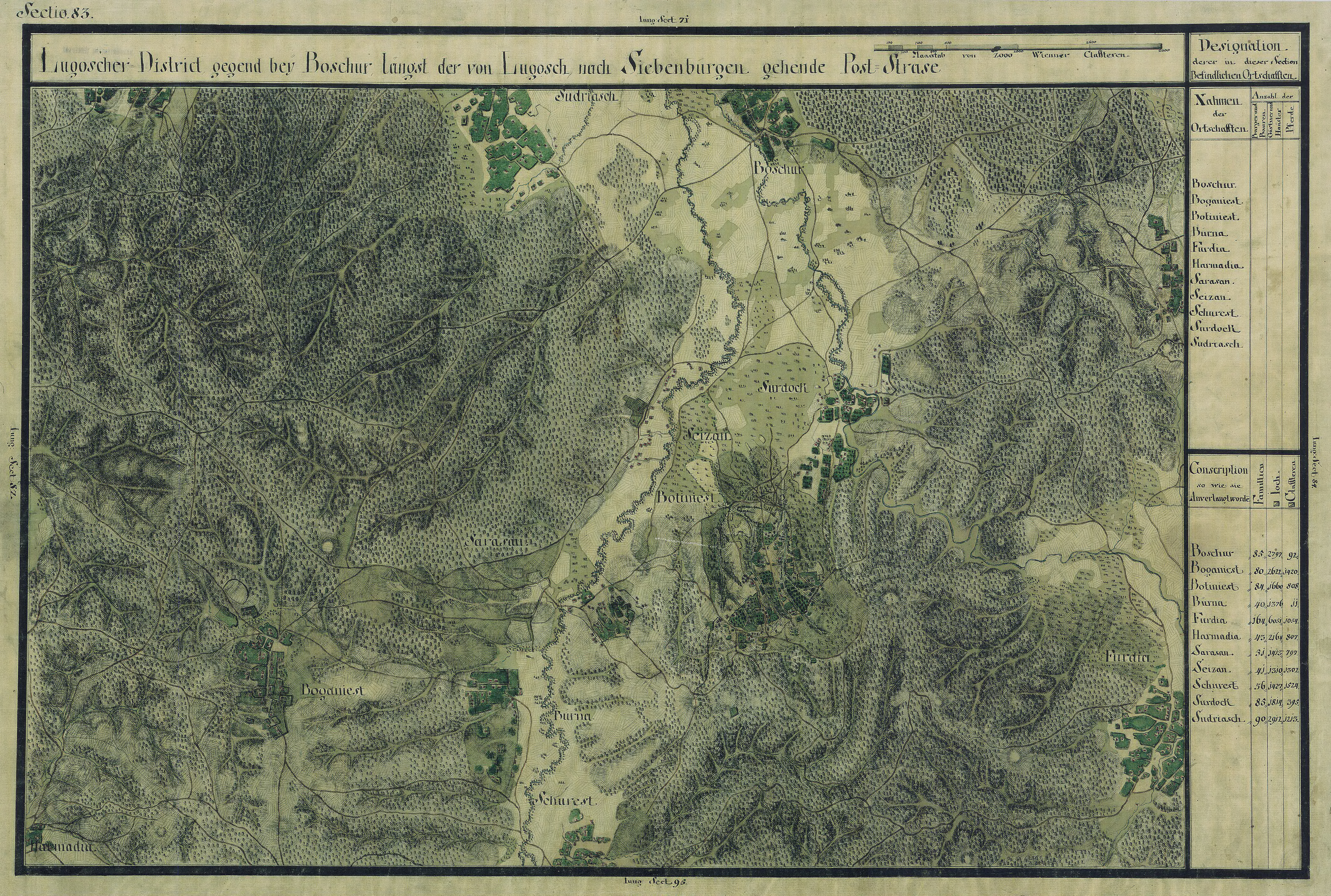
Fârdea în Harta Iosefină a Banatului, 1769-72

## Obiective turistice
- Mănăstirea Fârdea
- Lacul Surduc